# Alexandre Chazeaux
 (septembre 2024).
Pour les articles homonymes, voir Chazeaux (homonymie).
Alexandre Chazeaux, né le 1er novembre 1908 dans le 3e arrondissement de Lyon (Rhône) et mort le 26 mai 2001 dans le 4e arrondissement de Marseille (Bouches-du-Rhône), est un homme politique français.

## Biographie
Fils d'un ouvrier syndicaliste et socialiste de Lyon, Alexandre Chazeaux est ajusteur dans cette même ville jusqu'à l'âge de 26 ans, avant de décider de gagner Marseille dans l'intention de partir pour l'Afrique. Il crée alors une petite épicerie, et rencontre sa future épouse, qui le convertit au catholicisme. Il fréquente alors Roger de la Pommeraye, aumônier local de la JOC, et Jacques Loew, animateur d'Economie et humanisme.
Après la faillite de son commerce, il reprend un travail d'ouvrier en usine.
Engagé dans l'action familiale catholique avant guerre, membre de la Ligue ouvrière chrétienne, et fondateur de l'antenne Marseillaise du Mouvement populaire des familles, il participe à la résistance au sein du mouvement Combat pendant l'Occupation et notamment au journal Monde ouvrier et à la diffusion de Témoignage Chrétien.
Son frère Georges, militant cégétiste avant guerre et résistant, est fusillé par les Allemands le 20 août 1944.
En 1944, alors qu'il est conseiller municipal de Marseille à titre provisoire, Alexandre Chazeaux fonde le journal Le Méridional, dont il est le directeur. L'année suivante, il se présente aux municipales, mais n'est pas élu. Il entre, en revanche, au conseil général des Bouches-du-Rhône en emportant le 8ème canton de Marseille, sous l'étiquette du Mouvement Républicain Populaire.
En octobre 1945, il mène la liste de ce parti dans la première circonscription des Bouches-du-Rhône pour l'élection de la première assemblée constituante. Il obtient 20,5 % des voix et est élu député.
Son activité de parlementaire est cependant courte : en juin 1946, il décide de se représenter en fin de la liste MRP menée par Germaine Poinso-Chapuis, en position inéligible, pour se consacrer à son action locale et à la gestion de son journal. Il sera de nouveau candidat dans les mêmes conditions en 1951 et 1956.
En 1947, il est élu conseiller municipal de Marseille. Mais, à la fin de l'année, il doit accepter que  Le Méridional soit racheté par l'armateur Jean Fraissinet, qui lui donne une orientation nettement plus conservatrice. Alexandre Chazeaux travaille ensuite dans les services commerciaux de plusieurs sociétés.
En 1949, il perd son siège de conseiller général, mais, en 1953, est réélu conseiller municipal, dans la majorité de Gaston Defferre, et devient maire-adjoint, délégué à l'urbanisme, fonction qu'il conserve jusqu'en 1965.

## Détail des fonctions et des mandats
Mandat parlementaire
- 21 octobre 1945 - 10 juin 1946 : Député des Bouches-du-Rhône